# Brunt brus

Provspår av Brownskt brus.

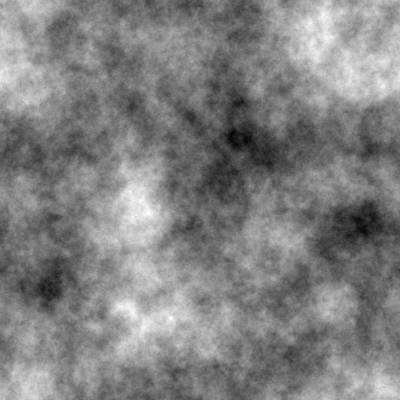
En tvådimensionell Brownsk brusbild, genererad med ett datorprogram.

En 3D Brownsk brussignal, genererad med ett datorprogram, visad här som en animation, där varje bildruta är en 2D-del av 3D-matrisen.

Spektrum av Brownskt brus, med en lutning på –20 dB per dekad

Brunt brus (engelska brown noise eller termiskt brus, är den typ av signalbrus som produceras av den brownska rörelsen) och är ett färgat brus med amplitudfördelningen 1/f², det vill säga energifördelningen −20 dB/dekad (cirka −6 dB/oktav). Akustiskt brunt brus låter dovt. Termen "brunt brus" kommer inte från färgen, utan efter Robert Brown, som dokumenterade den oberäkneliga rörelsen för flera typer av livlösa partiklar i vatten. Termen "rött brus" kommer från analogin "vitt brus"/"vitt ljus"; rött brus är starkt i längre våglängder, liknande den röda änden av det synliga spektrumet.

## Förklaring
Den grafiska representationen av ljudsignalen efterliknar ett Brownskt mönster. Dess spektrala täthet är omvänt proportionell mot f2, vilket betyder att den har högre intensitet vid lägre frekvenser, ännu mer än rosa brus. Den minskar i intensitet med 6 dB per oktav (20 dB per dekad) och har, när den hörs, en "dämpad" eller "mjuk" kvalitet jämfört med vitt och rosa brus. Ljudet är ett lågt dån som liknar ett vattenfall eller kraftigt regn. 
Brownsk rörelse har strikt sett en gaussisk sannolikhetsfördelning, men "rött brus" kan tillämpas på vilken signal som helst med 1/f2 frekvensspektrum.

## Effektspektrum
En Brownsk rörelse, även kallad Wienerprocess, erhålls som integralen av en signal med vitt brus:
{\displaystyle W(t)=\int _{0}^{t}{\frac {dW(\tau )}{d\tau }}d\tau }
vilket betyder att Brownsk rörelse är integralen av det vita bruset {\displaystyle dW(t)}, vars effektspektraltäthet är platt:
{\displaystyle S_{0}=\left|{\mathcal {F}}\left[{\frac {dW(t)}{dt}}\right](\omega )\right|^{2}={\text{const}}.}
Notera att här {\displaystyle {\mathcal {F}}} betecknar Fouriertransformen, och {\displaystyle S_{0}} är en konstant. En viktig egenskap hos denna transform är att derivatan av en distribution transformeras som
{\displaystyle {\mathcal {F}}\left[{\frac {dW(t)}{dt}}\right](\omega )=i\omega {\mathcal {F}}[W(t)](\omega ),}
från vilken vi kan dra slutsatsen att effektspektrumet för Brownskt brus är
{\displaystyle S(\omega )={\big |}{\mathcal {F}}[W(t)](\omega ){\big |}^{2}={\frac {S_{0}}{\omega ^{2}}}.}
En individuell Brownsk rörelsebana presenterar ett spektrum {\displaystyle S(\omega )=S_{0}/\omega ^{2}}, där amplituden {\displaystyle S_{0}} är en slumpvariabel, även inom gränsen för en oändligt lång bana.

## Framställning
Brunt brus kan framställas genom att integrera vitt brus. Det vill säga, medan (digitalt) vitt brus kan produceras genom att slumpmässigt välja varje prov oberoende, kan brunt brus framställas genom att lägga till en slumpmässig offset till varje prov för att erhålla nästa. Eftersom Brownskt brus innehåller oändlig spektral effekt vid låga frekvenser, tenderar signalen att driva bort oändligt från ursprunget. En läckande integrator kan användas i ljud- eller elektromagnetiska tillämpningar för att säkerställa att signalen inte "vandrar bort", det vill säga överskrider gränserna för systemets dynamiska omfång. Detta förvandlar det bruna bruset till Ornstein–Uhlenbeckbrus, som har ett platt spektrum vid lägre frekvenser, och bara blir "rött" över den valda gränsfrekvensen.
Brownskt brus kan också datorgenereras genom att först generera en signal med vitt brus, fouriertransformera den, sedan dividera amplituderna för de olika frekvenskomponenterna med frekvensen (i en dimension), eller med frekvensen i kvadrat (i två dimensioner) etc. Matlab-program är tillgängliga för att generera Brownskt brus och andra färgbrus i en eller ett valfritt antal dimensioner.